# جوهان أبسلونسون
جوهان أبسلونسون (بالدنماركية: Johan Absalonsen)‏ (16 سبتمبر 1985 في الدنمارك - ) هو لاعب كرة قدم دانمركي في مركز الهجوم. شارك مع منتخب الدنمارك تحت 16 سنة لكرة القدم ومنتخب الدنمارك تحت 17 سنة لكرة القدم ومنتخب الدنمارك تحت 18 سنة لكرة القدم ومنتخب الدنمارك تحت 19 سنة لكرة القدم ومنتخب الدنمارك تحت 20 سنة لكرة القدم ومنتخب الدنمارك تحت 21 سنة لكرة القدم ومنتخب الدنمارك لكرة القدم. أما مع النوادي، فقد لعب مع بولد كلوب 1913 ونادي أودنسه ونادي بروندبي ونادي سوندرييسكه ونادي كوبنهاغن ونادي هورسينس وSønderjyskE ‏.

## روابط خارجية
- جوهان أبسلونسون على موقع قاعدة بيانات كرة القدم.إي يو (الإنجليزية)
- جوهان أبسلونسون على موقع ناشيونال فوتبول تيمز (الإنجليزية)
- جوهان أبسلونسون على موقع Soccerway.com (الإنجليزية)